# Dialeges brunneus
Dialeges brunneus là một loài bọ cánh cứng trong họ Cerambycidae.